# Walka o ogień (film)
Walka o ogień (fr. La Guerre du feu; ang. Quest for Fire) – kanadyjsko-francuski film z 1981 roku wyreżyserowany przez Jean-Jacques’a Annauda. Scenariusz powstał na podstawie powieści braci Rosny pod tym samym tytułem.
Choreografię ludzi pierwotnych wraz z językiem gestów opracował antropolog Desmond Morris (autor Nagiej małpy). Mowę (język dźwięków) ludzi pierwotnych stworzył angielski pisarz i językoznawca Anthony Burgess. Plenery kręcono w Kanadzie (Alberta, Ontario, Kolumbia Bryt.), Szkocji i Kenii (Park Narodowy Tsavo) oraz na hiszpańskiej Teneryfie u stóp wulkanu Teide.

## Obsada
- Everett McGill – Naoh
- Ron Perlman – Amoukar
- Rae Dawn Chong – Ika
- Nameer El Kadi – Gaw
- Gary Schwartz – Rouka
- Franck-Olivier Bonnet – Aghoo

## Fabuła
Akcja filmu rozgrywa się 80 000 lat p.n.e. w Europie. Ulamowie – jedno z plemion neandertalczyków, tracą ogień w wyniku napadu plemienia Wagabu złożonego z przedstawicieli gatunku Homo erectus. Ponieważ tylko ogień potrafi zapewnić wspólnocie przetrwanie w zimnym i pełnym niebezpiecznych zwierząt obszarze, trzech śmiałków wyrusza na poszukiwanie ogniska. Podczas swej wędrówki muszą stawić czoło m.in. tygrysom szablozębnym oraz plemieniu kanibali. Spotykają też kobietę z gatunku Homo sapiens, której ratują życie. Pomiędzy jednym z Ulamów a uratowaną kobietą rodzi się uczucie. Ostatecznie trafiają do jej wioski, zamieszkałej przez  Homo sapiens, gdzie główny bohater uczy się rozniecać ogień przez pocieranie drewna.

## Porównanie z powieścią
- W powieści nie określono, kto dokonuje początkowego napadu na plemię neandertalczyków.
- W filmie jedynym celem wyprawy jest odnalezienie ognia; pominięto córkę wodza – Gamlę, o którą dodatkowo starają się śmiałkowie.
- Powieściowy główny bohater Naoh wyróżnia się wśród towarzyszy siłą i sprytem – inaczej niż w filmie.
- Nazwę plemienia neandertalczyków zmieniono w filmie z Ulhamrów na Ulamów, a imię Nam (towarzysz Naoha) – na Amoukar dla zróżnicowania fonetycznego.
- W filmie pominięto kilka gatunków hominidów występujących w książce (Ludzie Bez Ramion, Czerwone Karły), jak również walki głównych bohaterów z plemieniem kanibali i Czerwonych Karłów; w powieści nie uwzględniono też w ogóle gatunku Homo sapiens.
- W filmie ogień roznieca się przez pocieranie drewna, a nie poprzez uderzanie kamienia o kamień – jak w wersji powieściowej, gdzie Naoha uczy tego przywódczyni Ludzi Bez Ramion (nie zaś kobieta gatunku Homo sapiens).
- W filmie brak wiadomości o potomstwie głównego bohatera.

## Nagrody
- Oscar 1983 za najlepszą charakteryzację
- Nagroda BAFTA 1983 za najlepszą charakteryzację
- 2 Césary 1982 za najlepszy film i za najlepszą reżyserię
- 5 nagród Genie 1983
- Nagroda Złotego Globu 1983 za najlepszy film zagraniczny
- Nagroda Saturn 1982 za najlepszy film zagraniczny

## Zgodność filmu z ustaleniami naukowymi
- W filmie obok siebie egzystują przedstawiciele gatunku Homo sapiens i neandertalczycy, co w świetle najnowszych ustaleń genetyki ewolucyjnej jest właściwym poglądem. Wyniki długoletnich badań zespołu paleoantropologów z Lipska pod kierunkiem Svante Pääbo (oraz Richarda Greena z Uniwersytetu Kalifornijskiego), stwierdziły zgodność genomu neandertalczyka z Homo sapiens aż w 99,7 procentach. Z kolei badania kości neandertalczyka z jaskini Vindija w Chorwacji (sprzed 38 tys. lat) udowodniły możliwość jego krzyżowania się z Homo sapiens. Aktualne ustalenia wykazują także, iż neandertalczycy mają więcej cech wspólnych z ludźmi spoza Afryki (Europejczycy i wschodni Azjaci) niż pochodzącymi z Czarnego Kontynentu[3].